# Калмашка (приток Дёмы)
Калмашка (баш. Ҡалмаш) — река в России, протекает по Башкортостану, Чишминский район. Устье реки находится в 79 км по левому берегу реки Дёмы. Длина реки составляет 27 км, площадь водосборного бассейна 319 км².
Протекает по райцентру Чишмы.
Начинается у села Калмашево. Протекает через селения село Зубово 2-е, Каветка, Еремеево, Красный Ключ, Илькашево

## Данные водного реестра
По данным государственного водного реестра России относится к Камскому бассейновому округу, водохозяйственный участок реки — Дёмы от истока до водомерного поста у деревни Бочкарёва, речной подбассейн реки — Белая. Речной бассейн реки — Кама.
Код объекта в государственном водном реестре — 10010201312111100024953.